# Arachis correntina
Arachis correntina (sin. Arachis villosa Benth. var. correntina Burkart) es una especie botánica herbácea perenne, nativa de Argentina y de Paraguay. Esta sp. es citada como fuente de genes (2n=2x=20 cromosomas) en estudios de biología vegetal del maní o cacahuete Arachis hypogaea. 
Esta especie vive en suelos arenosos profundos (Krapovickas & Gregory, 1994), componente de las pasturas naturales
Existe mucho interés en buscar, rescatar, multiplicar y caracterizar el germoplasma de las especies silvestres de Arachis, ya que contienen genes útiles para el mejoramiento del maní cultivado (Stalker & Moss, 1987). Además, varias especies perennes poseen una gran importancia como forrajeras y son buscadas por la demanda de programas de agricultura sustentable (Valls, 1997), debido a su uso como cultivos de cobertura en erosión de suelos.

## Taxonomía
Arachis correntina fue descrita por (Burkart) Krapov. & W.C.Greg. y publicado en Bonplandia (Corrientes) 8: 135. 1994.
Sinonimia
- Arachis villosa var. correntina Burkart[2]